# Epicallima mikkolai
Epicallima mikkolai is een vlinder uit de familie sikkelmotten (Oecophoridae). De wetenschappelijke naam is voor het eerst geldig gepubliceerd in 1995 door Lvovsky.
De soort komt voor in Europa.